# كينغ تشارلز
كينغ تشارلز (بالإنجليزية: King Charles)‏ هو مغني ومغن مؤلف وموسيقي بريطاني، ولد في 6 مايو 1985 في لندن الكبرى في المملكة المتحدة.

## وصلات خارجية
- كينغ تشارلز على موقع ميوزك برينز (الإنجليزية)
- كينغ تشارلز على موقع أول ميوزيك (الإنجليزية)
- كينغ تشارلز على موقع ديسكوغز (الإنجليزية)